# Johnajohn Campo Betancourt
Johnajohn Campo (Pasión Cuzqueña) (Santiago de Cali, 4 de enero de 1982) es una performer, artista plástica, pedagoga, activista queer que incide por los derechos LGBTIQ+ de las personas trans no binarias en Cali. Primera persona en Colombia en obtener un  reconocimiento no binario en su título profesional, desde el lenguaje inclusivo o lenguaje no sexista como “maestre”.  Lo que contribuye a la formulación de políticas públicas diferenciales en Colombia para "responder a las necesidades de las personas trans, de modo interseccional".
Participa en procesos artísticos comunitarios con la cultura underground y sectores vulnerables como el Oriente de la ciudad realiza acciones pedagógicas desde el arte y la cultura para cambiar imaginarios e incidir a favor de los derechos fundamentales de la población LGBT con énfasis en experiencias de vida de travestis y sus expresiones culturales.

## Biografía
Desde su infancia siempre se sentía con características masculinas y femeninas. En el 2013 comienza con diversos performances en Cali. Desde el 2017 se identifica con el género no binario. En 2019, se ampara en la "Sentencia T-447/19" de la Corte Constitucional, que garantiza la perspectiva de género y el lenguaje inclusivo, por lo que solicita al Consejo Académico de la Universidad Instituto Departamental de Bellas Artes que se le reconociera la tercera opción de titulación no binaria, la cual se aprobó a través de la "Resolución 029 de 2021", sentando un precedente.
Actualmente se dedica al arte del performance, haciendo reflexiones sobre la diferencia y lo no binario en contexto urbano, a la poesía y al activismo.

### Obra y pedagogía
Johnajohn, trabaja las poéticas, en especial con el cuerpo, conectando con las interseccionalidades con el mestizaje, con la etnicidad indígena y la cultura trans.
Uno de sus videos performances más reconocidos se llama "La aguja marica", dónde JohnaJohn Campo reflexiona sobre la interacción con los otros y el rechazo a lo que se concibe como diferente. Expone la relación con aquello que se tilda de extraño e inclasificable; lo no binario, aunque la vestimenta se asocie a lo femenino. Aboga por la labor pedagógica en diferentes espacios de la sociedad, en el activismo en los barrios y en mostrar roles que no son los tradicionales. Junto a la Fundación Twiggy, trabaja por la memoria cultural de la comunidad trans en la capital del Valle del Cauca, dentro de la cual hay relatos de la discriminación y persecución.